# Jörns badhus
Jörns badhus är ett badhus i Jörn, Skellefteå kommun. Badhuset byggdes 1970 och drivs sedan 2010-talet i privat regi. 

## Historia
Inför att Jörns landskommun skulle uppgå i Skellefteå stad 1967 uppfördes badhus i bland annat Jörn. Badhuset stod klart 1970.
År 2010 hade badhuset 6 000 besök per år och dess gym 4 000 besök per år. Skellefteå kommun ville 2011 lägga ner badhuset.  Verksamheten togs då över av Furacenter som även drev ett äldreboende i privat regi i Jörn. Senare övertogs verksamheten av Badhusets vänner i Jörn som gick i konkurs 2019. Bolaget fick då en miljon kronor per år i stöd från Skellefteå kommun. Därefter köptes verksamheten av Jörns bad och sport AB. Bakom företaget står serieentreprenören Örjan Berglund, som bland annat står bakom Storklinta och Bredband2.